# Matteo Civitali

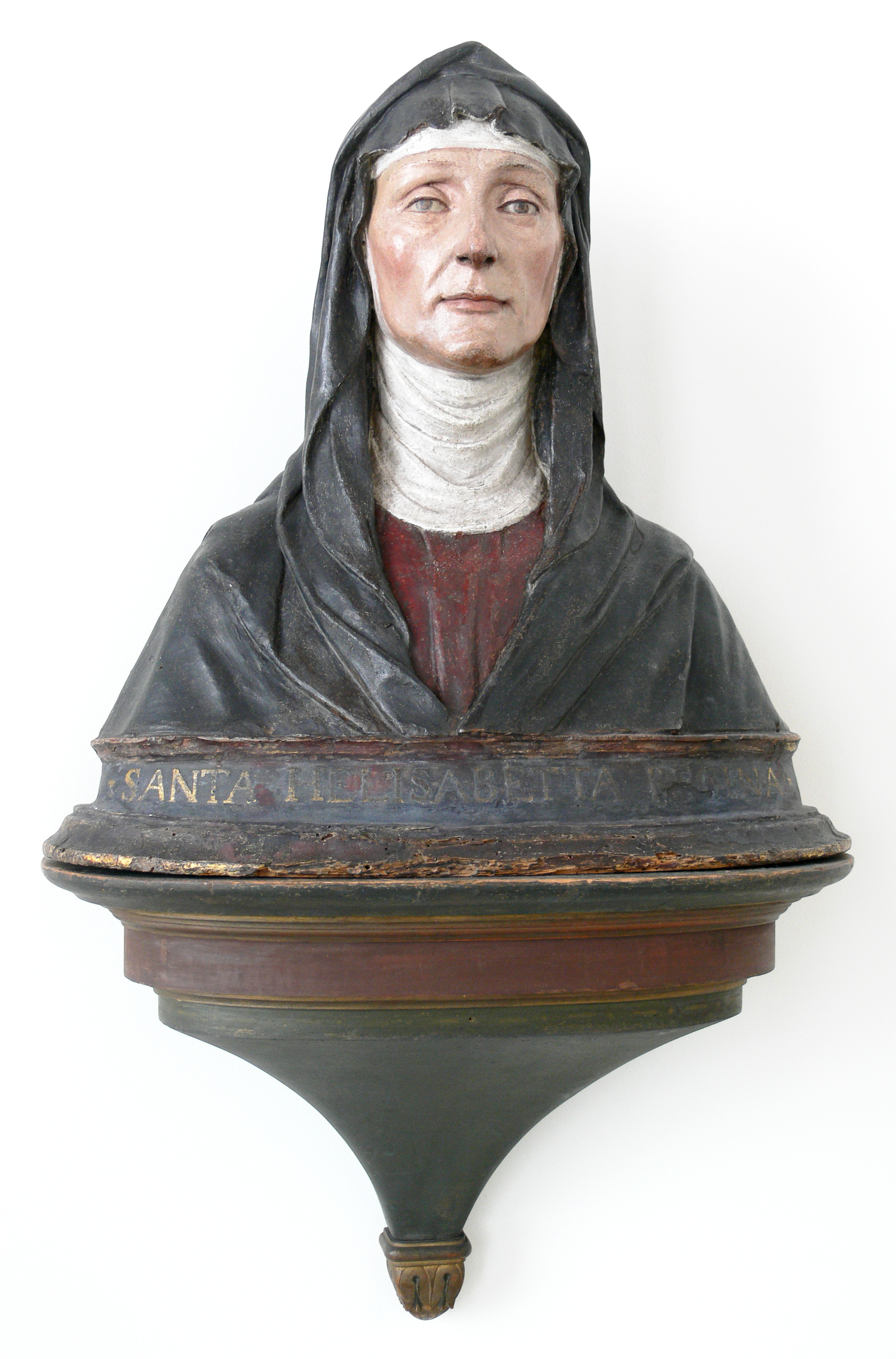
Sv. Alžběta

Matteo Civitali (5. května 1436, Lucca – 12. října 1501, Lucca) byl italský sochař, architekt a malíř, vůdčí umělecká osobnost rané renesance v Lucce. Vyučil se ve Florencii, kde byl jeho styl ovlivněn Antoniem Rossellinem a Minem da Fiesole.

## Dílo
Vytvořil sochařskou výzdobu (Adam a Eva, Abraham, Zachariáš a Alžběta) kaple kostela San Giovanni Battista v Janově.
V [[San Martino (Lucca)|katedrále San Martino v Lucce]] byla podle jeho návrhu postavena v hlavní lodi kaple Tempietto s oktagonálním půdorysem a náhrobek Pietra da Noceta. V lucckém kostele San Michele in Foro je umístěna jeho socha Madona s dítětem.